# Odiseea marțiană
Odiseea marțiană (Maeștrii anticipației clasice) este o antologie de Ion Hobana care a apărut la Editura Minerva în 1975.

## Cuprins
- Prefață de Ion Hobana
- Edgar Allan Poe – Știri senzaționale prin express, via Norfolk
- Joseph-Henri Rosny ainé – Xipehuzii
- H. G. Wells – Oul de cristal
- Kurd Lasswitz – Cum l-a răpit diavolul pe profesor
- Jules Verne – Eternul Adam
- Maurice Renard – Ceața din 26 octombrie
- Jean Ray – Psaltirea din Mainz
- Arthur Conan Doyle – Când a răcnit pământul
- Aleksandr Beleaev – În abis
- Stanley G. Weinbaum – Odiseea marțiană
- Postfață de Ion Hobana

## Odiseea marțiană
În povestirea lui Stanley G. Weinbaum, Odiseea marțiană, chimistul american Dick Jarvis este un explorator spațial, unul dintre cei patru membri ai echipajului Ares care a aterizat pe planeta Marte. Acesta spune echipei sale că s-a întâlnit cu un marțian prietenos dar ciudat, pe care l-a numit Touil (Tweel sau Tweerl) și care seamănă vag cu un struț. Extraterestrul i-a arătat unele dintre cele mai ciudate secrete ale planetei sale. După o separare forțată de Touil, Jarvis s-a întors la nava spațială cu un "ou luminos" ciudat, capabil să vindece multe boli pe Pământ.
Povestirea A Martian Odyssey a apărut prima dată în numărul din iulie 1934 al revistei Wonder Stories.